# Warszkówko
Warszkówko (deutsch Neu Warschow) ist ein Dorf in der polnischen Woiwodschaft Westpommern und gehört zur Landgemeinde Sławno (Schlawe) im Kreis Sławno.

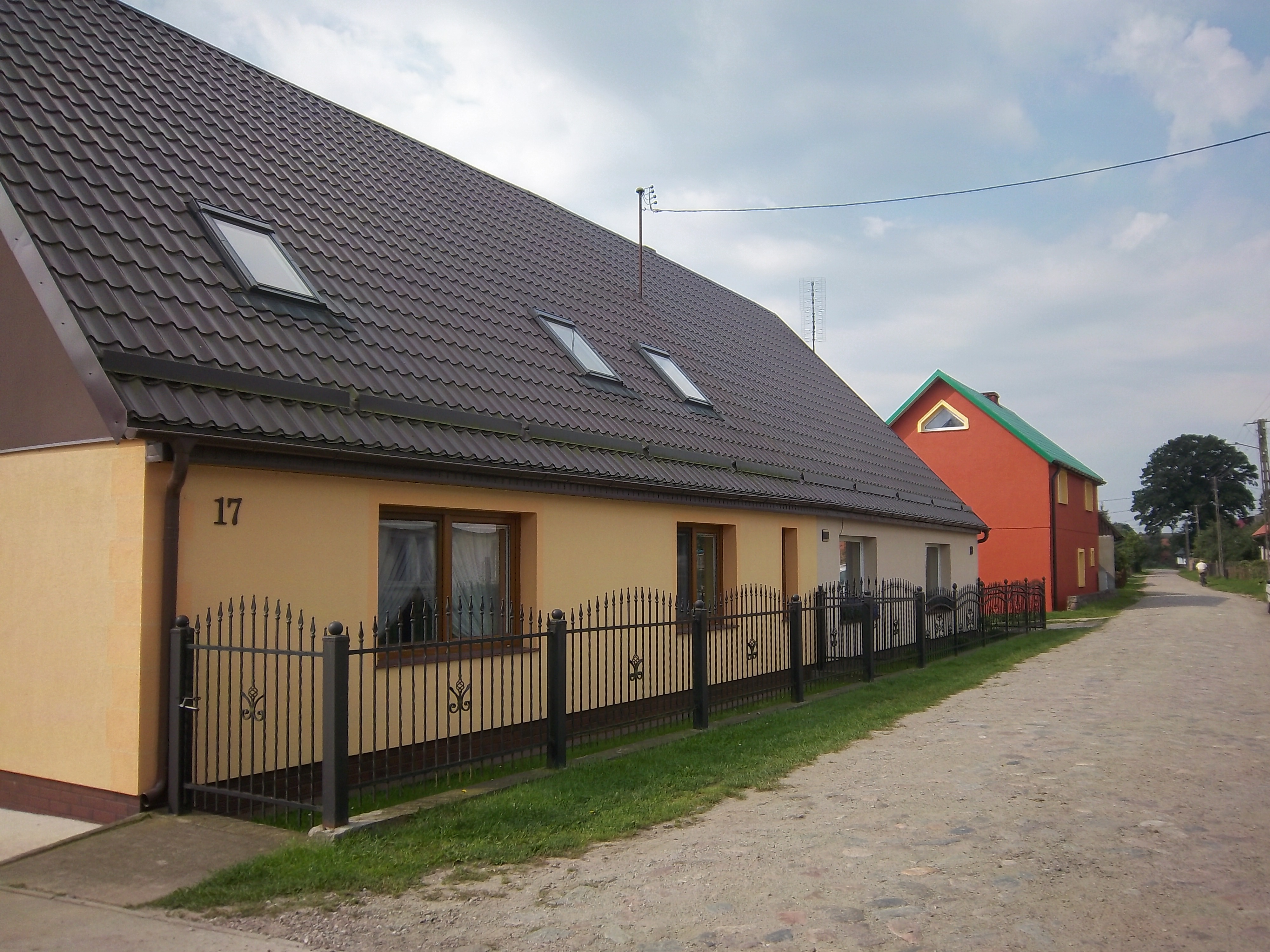
Dorfstraße

## Geographische Lage
Das Bauerndorf liegt in Hinterpommern, sechs Kilometer östlich von Sławno (Schlawe) in einer flachen, waldlosen Landschaft. Die Höhenlage beträgt 40 Meter über NN. 
Nachbarorte sind Warszkowo (Alt Warschow) im Westen, Wrześnica (Freetz) im Norden sowie Tychowo (Groß Tychow) im Süden und Osten.

## Ortsname
Die deutsche Bezeichnung Neu Warschow entstand nach der Ausgliederung aus der Gemeinde Warschow, die daraufhin den Namen Alt Warschow (Warszkowo) erhielt.

## Geschichte
Die Siedlung Neu Warschow dürfte im Zusammenhang der Aufsiedelung des der Stadt Schlawe gehörenden Ackerhofes zu Beginn des 19. Jahrhunderts angelegt worden sein. Im Jahre 1864 registrierte man in der damals 251 Hektar großen Gemeinde 334 Einwohner, 1939 waren es 250 (in 65 Haushaltungen) bei einer Fläche von 276 Hektar. Die Bauerngehöfte liegen beiderseits der Dorfstraße. Im Südosten stand einst die Windmühle, und auf dem Landweg nach Planheide (Rozłęka) befanden sich vor 1945 noch zwei Abbauten.
Bis 1945 gehörte Neu Warschow zum Amtsbezirk Alt Schlawe, zum Standesamt Warschow und zum Amtsgericht Schlawe. Es lag im Landkreis Schlawe i. Pom. im Regierungsbezirk Köslin der preußischen Provinz Pommern. Letzter deutscher Bürgermeister war Karl Gülzow.
Nach der Besetzung durch russische Truppen am 7. März 1945 wurden die deutschen Familien in den Jahren 1946 und 1947 durch polnische Migranten von ihren Höfen vertrieben. Neu Warschow wurde in Warszkówko umbenannt, das heute Teil der Gmina wiejska Sławno im Powiat Sławieński der Woiwodschaft Westpommern (bis 1998 Woiwodschaft Stolp) ist.

## Kirche
Die Einwohner von Neu Warschow vor 1945 waren evangelischer Konfession. Das Dorf war in das Kirchspiel Schlawe eingepfarrt und gehörte zum Kirchenkreis Schlawe der Kirchenprovinz Pommern in der Kirche der Altpreußischen Union.
Die heutige, nach 1945 zugewanderte polnische Bevölkerung des Dorfs ist überwiegend römisch-katholischer Konfession. Kirchort ist weiterhin Sławno (Schlawe), das heute zum Dekanat Sławno im Bistum Köslin-Kolberg der Katholischen Kirche in Polen gehört.

## Schule
In der einklassigen Volksschule wurden durchschnittlich 30 Kinder unterrichtet. Der letzte deutsche Schulhalter war Albert Schmidt.

## Verkehr
Das Dorf liegt zwischen der polnischen Landesstraße 6 (ehemalige deutsche Reichsstraße 2 und heute auch Europastraße 28) Danzig – Stettin und der Woiwodschaftsstraße 209 Sławno – Bytów (Schlawe – Bütow).
Die nächsten Bahnstationen sind Sławno (Schlawe) und Wrześnica (Freetz) an der polnischen Staatsbahnlinie Nr. 202 Danzig – Stargard.